# Caterina Assandra
Caterina Assandra (Pavia, 1590 circa – 1618 circa) è stata una compositrice italiana e monaca benedettina.
Scrisse numerosi mottetti e diversi composizioni per organo, con intavolatura tedesca.
Studiò il contrappunto con Benedetto Re, uno degli insegnanti maggiori della cattedrale di Pavia, che le dedicò un'opera nel 1607.
Il suo talento musicale fu notato dall'editore Lomazzo all'inizio della sua carriera, con le dediche nei lavori di Giovanni Paolo Cima. I suoi libri di mottetti, "Motetti à due, & tre voci," op.2, che erano dedicati a G.B. Biglia, vescovo di Pavia, nel 1609, sono giunti a noi, ma la sua op.1 è perduta.
È possibile che i suoi due mottetti, Ave Verum Corpus e Ego Flos Campi potrebbero essere di quello stesso volume.
Nel 1609, Caterina Assandra prese i voti ed entrò nel monastero di Sant'Agata, nella Lomellina, scegliendo Agata come nome religioso.